# La Gran Muralla
The Great Wall és una pel·lícula sinoestatunidenca de ciència-ficció, fantasia, acció i aventures en 3D dirigida per Zhang Yimou. La pel·lícula compta amb un repartiment encapçalat per Matt Damon i Andy Lau, mentre que els altres membres del repartiment inclouen a Pedro Pascal, Willem Dafoe, Lu Han, Jing Tian i Zhang Hanyu. El rodatge va començar el 30 de març de 2015, a Qingdao, Xina. Es va estrenar a la Xina el 15 de desembre de 2016 i es va estrenar als Estats Units el 16 de febrer de 2017 de la mà d'Universal Studios. Ha estat subtitulada al català.

## Argument
Ambientada en la Dinastia Song del Nord, la història és sobre els misteris que giren al voltant de la Gran Muralla Xinesa.

## Repartiment
- Matt Damon com a William Garin (威廉·加林), un mercenari europeu.
- Jing Tian com la comandant Lin Mae (林梅)
- Pedro Pascal com a Pero Tovar (佩罗· 托瓦尔), un mercenari europeu.
- Willem Dafoe com a Sir Ballard (巴拉德), un aventurer europeu.
- Andy Lau com l'estrateg Wang (王军师).
- Zhang Hanyu com el general Shao (邵殿帅).
- Lu Han com a Peng Yong (彭勇).
- Eddie Peng com el comandant Wu (吴将军).
- Kenny Lin com el comandant Chen (陈将军).
- Karry Wang com l'emperador.
- Zheng Kai com a Shen (沈)
- Huang Xuan com el comandant Deng (邓将军).
- Cheney Chen com el comandant de la guàrdia imperial.

## Producció
La companyia i jo ens hem estat preparant per a la Gran Muralla durant molt de temps. Es tracta d'una superproducció de acció. La raó per la qual vaig prendre el projecte de la Gran Muralla és perquè hi ha hagut sol·licituds en els últims 10 o 20 anys. Ara la producció és prou gran i molt atractiva. I, molt important, té elements xinesos alhora.
El 18 de març de 2014, el director xinès Zhang Yimou va ser triat per dirigir la pel·lícula èpica. El 6 de novembre de 2014, el CEO de Legendary East, Peter Loehr, va confirmar que la pel·lícula tenia un pressupost de 135 milions de dòlars, que seria completament en anglès i seria la primera pel·lícula en idioma anglès dirigida per Yimou.

### Càsting
El 20 de setembre de 2014, es va revelar que Matt Damon estava en el punt de mira per a rebre el paper principal en la pel·lícula. El 22 de setembre Bryan Cranston també estava en converses per a unir-se al projecte; Cranston va ser seleccionat per a interpretar a Dalton Trumbo en una pel·lícula biogràfica de Jay Roach, mentre que Damon va ser el principal protagonista en The Martian de Ridley Scott. I Damon també s'estava preparant per a repetir el seu paper de Jason Bourne al cinema amb la pel·lícula homònima, per tant els seus papers en La Gran Muralla depenien dels seus horaris. Pedro Pascal també estava en converses per unir-se a la pel·lícula. El 12 de febrer de 2015, THR va informar que Willem Dafoe havia signat per a protagonitzar la pel·lícula, però el seu paper encara no havia estat especificat. L'11 de març de 2015, Legendary va anunciar l'elenc de la pel·lícula incloïa Andy Lau, Jing Tian, Zhang Hanyu, Peng Yuyan, Lu Han, Lin Gengxin, Ryan Cheng, Chen Xuedong, Huang Xuan, Wang Junkai, Yu Xintian, i Liu Qiong.

### Rodatge
El rodatge va començar el 30 de març de 2015, a Qingdao, Xina. En el seu moment fou la pel·lícula més cara de la història de la Xina sent filmada íntegrament en aquest país, amb un pressupost de 135 milions de dòlars.

## Estrena
La pel·lícula es va estrenar a la Xina el 15 de desembre de 2016. A Mèxic va estrenar-se el 3 de febrer del 2017, i el 16 de febrer va arribar als Estats Units.